# معبر مصطفى بن بولعيد
معبر مصطفى بن بولعيد هو معبر حدودي بري بين الجزائر وموريتانيا ويقع بين ولاية تندوف وموريتانيا، يعتبر أول معبر حدودي رسمي بين البلدين، تم التوقيع على إنشاء المعبر بتاريخ 2 نوفمبر 2017 بنواكشوط، بين كل من وزير الداخلية الجزائري نور الدين بدوي ووزير الداخلية الموريتاني أحمدو ولد عبد الله، ويستعمل المعبر لتنقل الأشخاص والتبادل الإقتصادي بين البلدين. وافتتح رسميا بحضور وزيري داخلية البلدين بتاريخ 18 أغسطس 2018.